# São Manuel
São Manuel est une municipalité brésilienne de l'État de São Paulo et la Microrégion de Botucatu.